# Ray Lambert
Raymond "Ray" Lambert (født 18. juli 1922, død 22. oktober 2009) var en walisisk fodboldspiller (forsvarer).
På klubplan tilbragte Lambert hele sin karriere, fra 1939 til 1956, hos Liverpool F.C. i sin England. Han spillede mere end 300 ligakampe for klubben, og var med til at vinde det engelske mesterskab i 1947.
Lambert spillede desuden fem kampe for Wales' landshold.